# Psychotria huantensis
Psychotria huantensis är en måreväxtart som beskrevs av Paul Carpenter Standley. Psychotria huantensis ingår i släktet Psychotria och familjen måreväxter. Inga underarter finns listade i Catalogue of Life.